# Oecobius sheari
Oecobius sheari är en spindelart som beskrevs av Benoit 1975. Oecobius sheari ingår i släktet Oecobius och familjen Oecobiidae.
Artens utbredningsområde är Tchad. Inga underarter finns listade i Catalogue of Life.